# 여수 낭도리 공룡발자국화석 산지 및 퇴적층
여수 낭도리 공룡발자국화석 산지 및 퇴적층(麗水 狼島里 恐龍발자국化石 産地 및 堆積層)은 대한민국 전라남도 여수시 화정면에 속하는 사도, 추도, 낭도, 목도, 적금도 등 5개 섬 지역의 중생대 백악기 경상 누층군 퇴적층에 광범위하게 분포되어 있다.
2001년 12월 13일 전라남도의 기념물 재199호 여수화정면공룡발자국화석지및퇴적층으로 지정되었다가, 2003년 2월 4일 대한민국의 천연기념물 제434호로 승격되었다.

## 개요
여수 낭도리 공룡화석지는 여수시 화정면에 속하는 사도, 추도, 낭도, 목도, 적금도 등 5개 섬 지역의 백악기 경상 누층군 퇴적암 상에 광범위하게 분포되어 있다.
조사결과 발견된 공룡발자국화석은 총 3,546점으로 사도에서 755점, 추도에서 1,759점, 낭도에서 962점, 목도에서 50점, 적금도에서 20점이 각각 발견되었다. 종류도 다양해 앞발을 들고 뒷발만으로 걷는 조각류, 육식공룡인 수각류, 목이 긴 초식공룡인 용각류 등의 발자국이 발견되었다. 이 중에서 조각류 발자국이 전체의 81%에 달할 정도로 많이 나타났다. 한편 연속된 발자국들, 즉 보(步)행렬의 화석이 나왔는데, 연장성이 매우 좋은 길이 84 m의 보행렬 화석이 발견되기도 하였다. 또한 이곳에서는 새발자국 화석을 비롯하여 수 만 마리의 개형충 미화석, 식물화석 등이 발견되었다. 새발자국은 2속(genera)이 발견되었으며, 코레아나오르니스(Koreanaornis)와 국내에서는 처음으로 낭도리에서 보고된 아쿠아틸라비페스(Aquatilavipes)로 확인되었다.
공룡화석 이외에도 규화목, 식물화석, 연체동물화석, 개형충, 무척추동물, 생흔 화석과 연흔, 건열 등의 교과서적인 퇴적구조들이 다량 발견되었다.
여수 낭도리 공룡화석지는 전남 및 경남 지역 해안의 이미 발견된 공룡 화석지를 연결하고 일본과 중국 등을 연결하는 중생대 백악기의 범아시아 생태환경 복원이 가능한 귀중한 자료로 평가된다.

## 참고 문헌
- 문화재청, 《문화재이야기여행 천연기념물 100선 보관됨 2016-08-28 - 웨이백 머신》, pp233-239, 2016-03-31

## 참고 자료
- 여수 낭도리 공룡발자국화석 산지 및 퇴적층 - 국가유산청 국가유산포털
- 여수 낭도리 공룡발자국 화석지 및 퇴적층 보관됨 2007-09-29 - 웨이백 머신 - 남북의 천연기념물